# Борек-Шляхецький

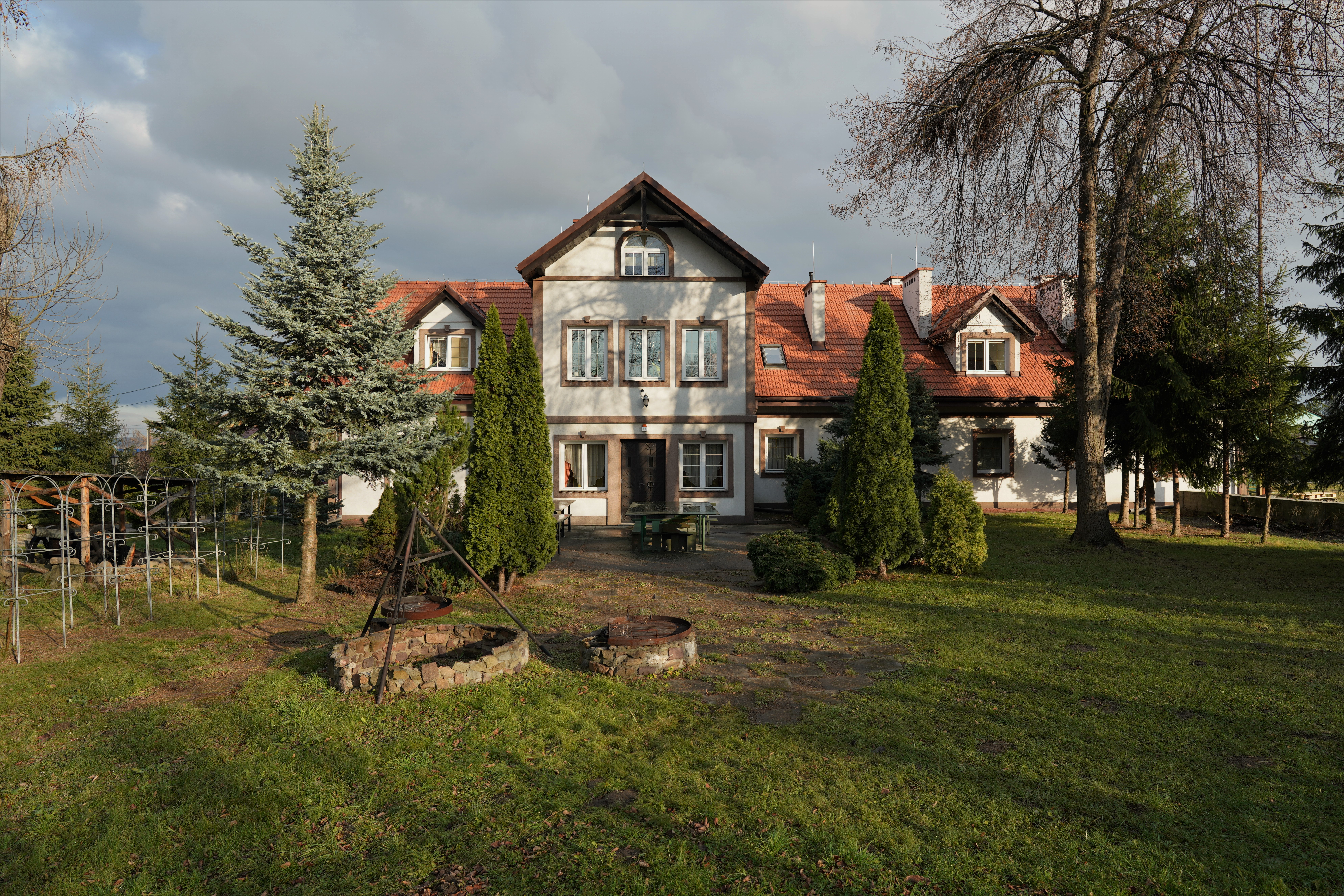
Садиба у Бореку Шляхецькому

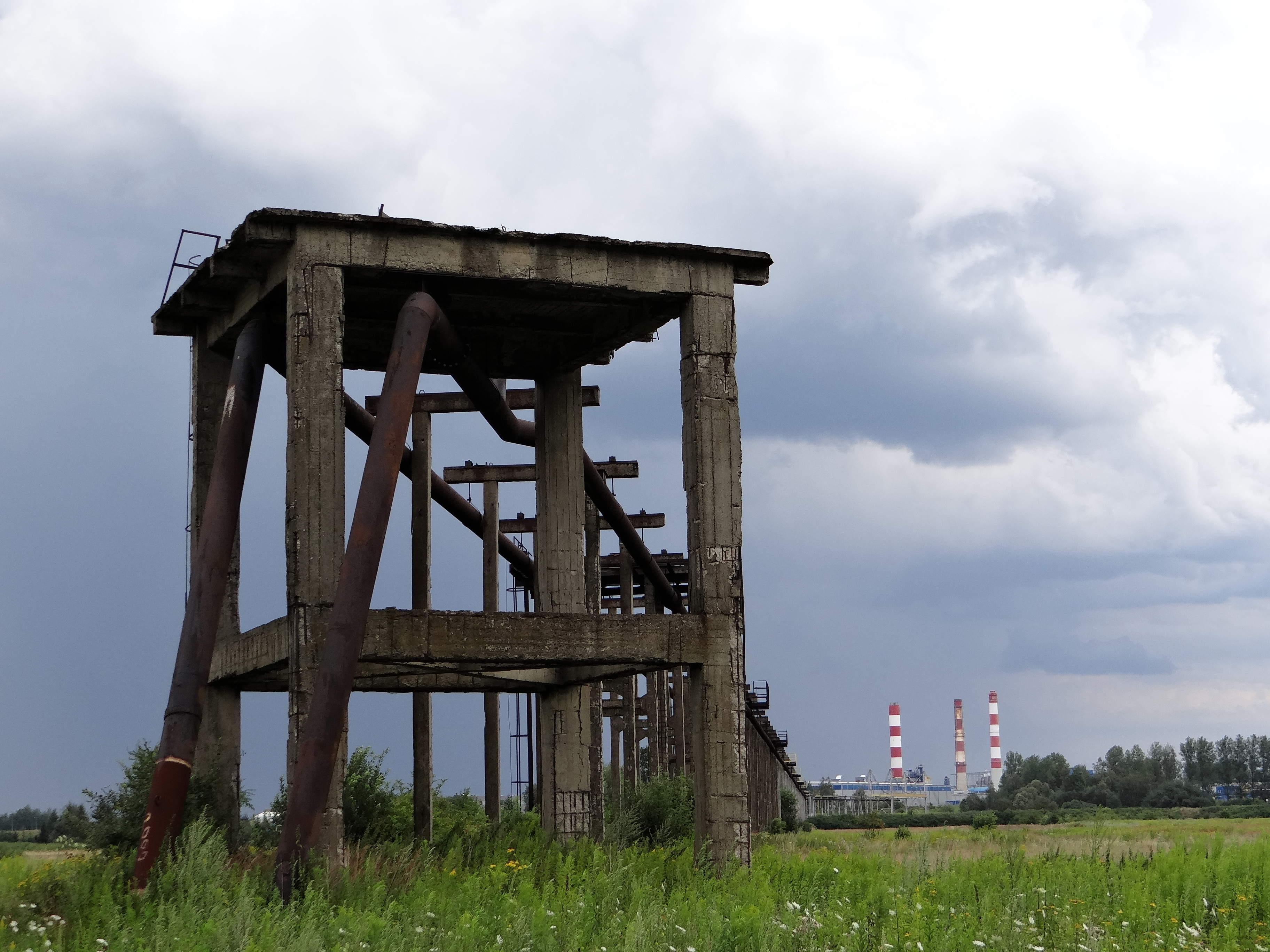
Нечинний трубопровід у Бореку Шляхецькому

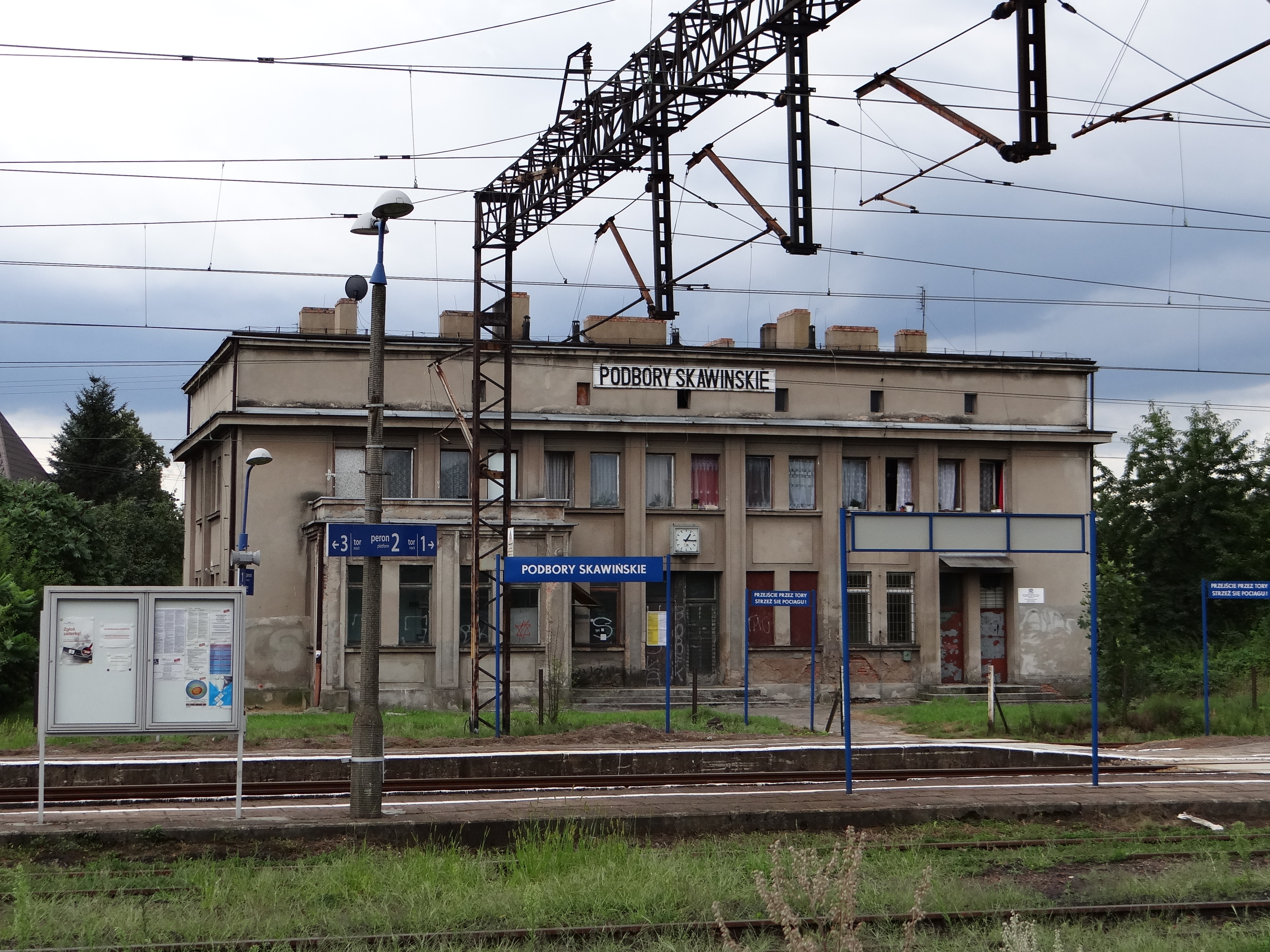
"Борек Шляхецький" - станція залізнична

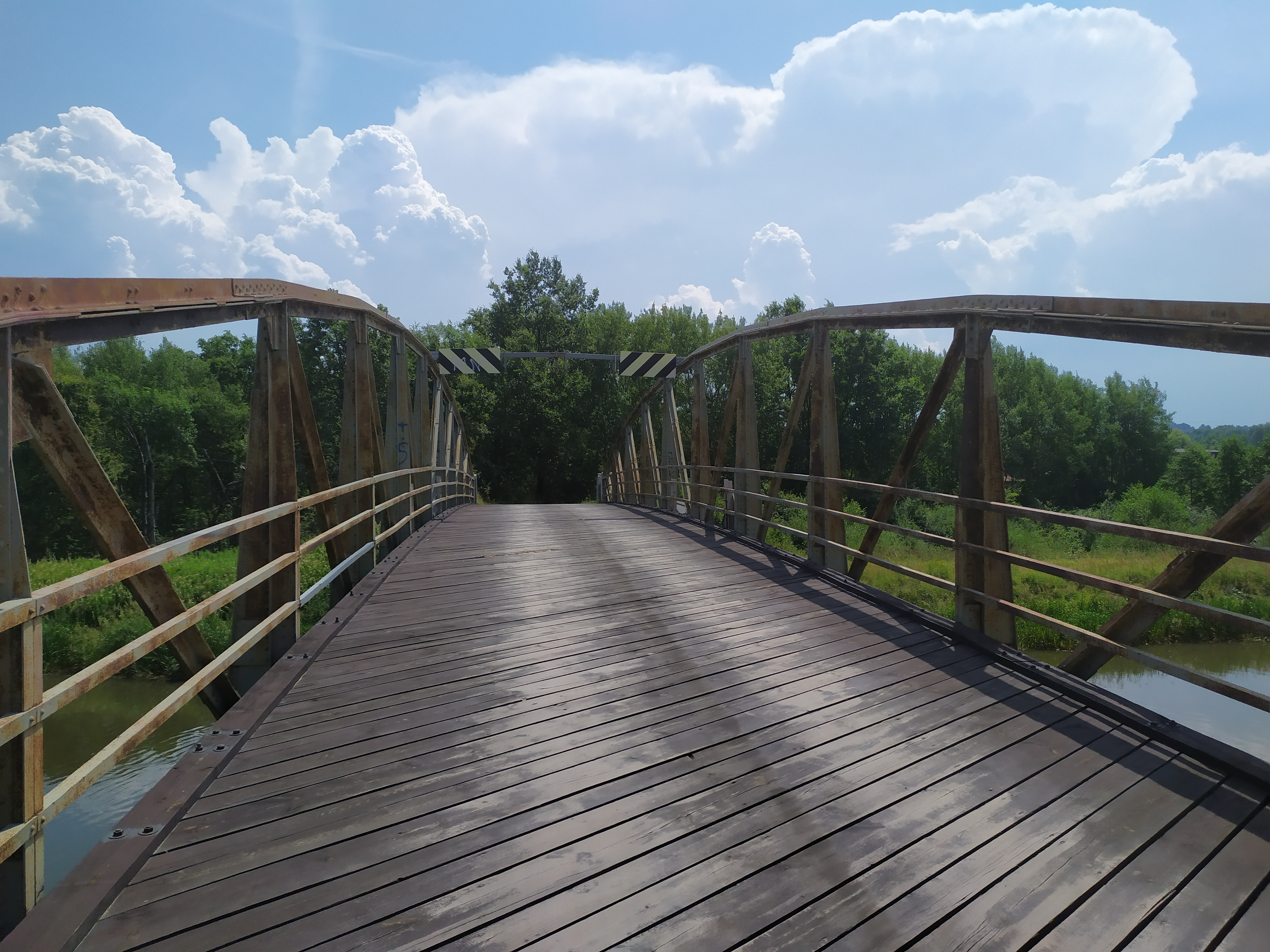
Міст над каналом Лончани-Скавіна

Борек Шляхецький (пол. Borek Szlachecki) — село в Польщі, у гміні Скавіна Краківського повіту Малопольського воєводства.
Населення — 1328 осіб (2011). У селі на каналі Лончанському є шлюз з найбільшим ухилом у Польщі (12,0 м). Його довжина 85 м, ширина 12 м. Час підйому та спуску шлюзу 45 хв.
В селі знаходиться осередок парафії Благовіщення Господнього.

## Історія
Бореку Шляхецькому понад 600 років. Точно невідомо, коли було засноване село. Найдавніша згадка про нього датується 1335 роком. Село під назвою "Вернер" згадується в книгах абатства бенедиктинців у Тинцю як село, що примикає до Жозува, який був заснований у той час. У 1357 році власником села був Дзержко.
Село отримало назву "Борек" близько 1400 року. Ця назва свідчить про те, що в минулому ця територія була вкрита лісами. Прикметник «Шляхетський» додано в 19 столітті, мабуть тому, що село від початку належало представникам шляхти. Останнім власником села був Єжи Потоцький, який втік з радянської армії.
У 1928 році село охопила епідемія тифу, багато жителів села померло.
Під час Другої світової війни жителем Скавіни Станіславом Ґодавою у 1940 році в Бореку Шляхецькому була заснована польська збройна організація «Рацлавіце». Група займалася добуванням зброї, боєприпасів і продовольства із залізничного транспорту, мінуванням мостів і колій, транспортуванням зброї до лісових частин.
У 1955-1958 роках був побудований канал Лончани - Скавіна, який обслуговує Скавинську електростанцію. Для його потреб збудовано найбільший канальний шлюз у Польщі в Бореку Шляхецькому.
У 1954-1961 рр. село належало та було резиденцією влади гміни Борек Шляхецький, після її ліквідації у гміні Скавіна. У 1975-1998 роках місто адміністративно належало до Краківського воєводства.

## Демографія
Демографічна структура станом на 31 березня 2011 року:
|          | Загалом | Допрацездатний вік | Працездатний вік | Постпрацездатний вік |
| -------- | ------- | ------------------ | ---------------- | -------------------- |
| Чоловіки | 673     | 139                | 463              | 71                   |
| Жінки    | 655     | 133                | 393              | 129                  |
| Разом    | 1328    | 272                | 856              | 200                  |

## Пам'ятки
Садиба в Бореку Шляхецькому. Садиба з 19 ст. неодноразово перебудовувалася. У 1890 році власником села був барон Анджей Конопка, а в 1920-х роках Стефан Шмідт. Після Другої світової війни до 1990-х років у приміщенні діяв виробничий кооператив «Przełom», що призвело до повного розорення, а у 1997 році приватне будівельне підприємство «Гомібуд» викупило зруйновані будівлі (садибу та зерновий склад) і під час перебудови спереду та збоку прибудовано балкони, що спираються на стовпи.
Найстарішою будівлею села є мурована каплиця, збудована ймовірно 1806 ро. Є вівтар із кам’яним барельєфом Діви Марії та св. Магдалини, що знімає Ісуса Христа з хреста, і статуя Діви Марії з немовлям.